# Грушино
Грушино (мкд. Грушино) је насеље у Северној Македонији, у северном делу државе. Грушино припада општини Арачиново.

## Географија
Грушино је смештено у северном делу Северне Македоније. Од најближег већег града, Скопља, насеље је удаљено 20 km североисточно.
Насеље Грушино је у оквиру историјске области Скопско поље, која се поклапа са пространом Скопском котлином. Северозападно од насеља издиже се Скопска Црна Гора, док се са осталих страна пружа поље. Надморска висина насеља је приближно 440 метара.
Месна клима је континентална.

## Становништво
Грушино је према последњем попису из 2021. године имало 883 становника.
| Национални састав према попису из 2021.‍ | Национални састав према попису из 2021.‍ | Национални састав према попису из 2021.‍ | Национални састав према попису из 2021.‍ | Национални састав према попису из 2021.‍ |
| --------------------------------------- | --------------------------------------- | --------------------------------------- | --------------------------------------- | --------------------------------------- |
|                                         |                                         |                                         |                                         |                                         |
| Албанци                                 | Албанци                                 |                                         | 854                                     | 96,7%                                   |
| непописани                              | непописани                              |                                         | 27                                      | 3,1%                                    |

Већинска вероисповест је ислам.